# Strumiany (województwo zachodniopomorskie)
Strumiany (niem. Karlsbach) – wieś w województwie zachodniopomorskim, w pow. stargardzkim, w gminie Stargard.
Wieś położona jest w dolinie Iny, w obrębie Puszczy Goleniowskiej, ok. 17 km. na północny zachód od Stargardu, 14 km na południe od Goleniowa i 22 km na wschód od Szczecina.
Wieś została założona w XVII wieku. Przez Strumiany przebiega Szlak Anny Jagiellonki (od Szczecina-Załomia do Stargardu). 
W latach 1961–1996 mieszkali tu Jan i Joanna Kulmowie.
W latach 1975–1998 miejscowość położona była w województwie szczecińskim.

## Warto zobaczyć
- Domy o konstrukcji szachulcowej z poł. XIX wieku,
- XIX-wieczny cmentarz poewangelicki.